# Vasylkivka
Vasylkivka (ukrajinsky Васильківка, rusky Васильковка – Vasilkovka) je sídlo městského typu v Dněpropetrovské oblasti na Ukrajině.  V roce 2024 v ní žilo přes 11 tisíc obyvatel.

## Poloha a doprava
Vasylkivka leží na pravém, západním břehu Vovči, levého přítoku Samary v povodí Dněpru. Od Dnipra, správního střediska oblasti, je vzdálena přibližně osmdesát kilometrů jihovýchodně.
V obci je železniční stanice na trati z Dnipra do Pokrovského.

## Dějiny
V roce 1707 si zde Kozáci zřídili stanici na obranu proti Tatarům. V roce 1775 byla založena zemědělská osada, která měla k roku 1781 už asi 750 obyvatel. V roce 1886 jich bylo již 5552.
Za druhé světové války obsadila Vasylivku 18. října 1941 německá armáda a Rudá armáda ji dobyla zpět 17. září 1943.
V roce 1957 získala Vasylivka status sídlo městského typu.

### Rodáci
- Vitalij Vasyljovyč Kalynyčenko (1936–2017), politický vězeň a aktivista